# Svärmor kommer
Svärmor kommer är en svensk komedifilm från 1932 i regi av Paul Merzbach.

## Handling
Svärmor kommer på besök till villa Fridhem och allt är inte frid och fröjd så länge till.

## Rollista
- Karin Swanström - Svärmodern, Arabella Svensson
- Nils Wahlbom - Hennes man, Abel Svensson
- Magda Holm - Hennes gifta dotter, Ulla Berggren
- Adolf Jahr - Hennes måg, John Berggren
- Annalisa Ericson - Hennes yngre dotter, Maggie Svensson
- Sture Lagerwall - Hennes son, Olle Svensson
- Erik Berglund - Avbetalningsagent, Adelfors
- Maritta Marke - Skådespelerska, Dolly Deje
- Birgitta Hede - Jungfrun, Sally, Olles fru

Ej krediterade
- Hartwig Fock - Taxichauffören
- Lilly Kjellström - Greta, barnsköterskan
- Carl-Harald - Ena budkarlen
- Julius Jaenzon - Den vindögda polisen
- Tor Borong - Andra polisen